# Bengt Edgren
Bengt Gustaf Edgren, född 16 februari 1929 i Stockholm, död 25 januari 2008 i Katarina församling i Stockholm, var en svensk barnskådespelare, och senare ingenjör och psykolog. Han var son till regissören Gustaf Edgren. 

## Biografi
Karriären som skådespelare tog slut när Edgren växte upp. Fadern var tveksam om framtiden för svensk film och ansåg att en karriär inom den sektorn borde undvikas. Edgren började därför efter sin studentexamen att utbilda sig på KTH i Stockholm inom Väg- och vattenbyggnad. 1954–1966 var han anställd vid Vattenbyggnadsbyrån (VBB) i Stockholm med vattenkraftsprojekt i Ume älv, Klarälven, Ljusnan och Ätran.
Edgren tröttnade dock så småningom på den smått teknokratiska värld där framtidstron just då var låg, eftersom man trodde att kärnkraften skulle ersätta vattenkraften. År 1966 sa Edgren därför upp sig för att läsa psykologi på Stockholms universitet. Efter grundexamen i ämnet fick han på samma dag två halvtidsjobb som forskningsassistent hos två kända svenska professorer. Den ene, Lennart Levi skapade den medicinska stressforskningen i Sverige med tyngdpunkt på psykosociala faktorer och den andre, Gunnar Borg, skapade metoder för att mäta fysisk ansträngning. Dessa två professorer blev Edgrens mentorer under mer än en 10-årsperiod.
Edgren försökte senare kombinera de båda perspektiven i egen forskning, som resulterade i projekt kring sjukfrånvaro och belastningsskador. Beträffande sjukfrånvaro visade han tillsammans med sin kollega Suzanne Ander-Peciva, att några tillfällen av korttidsfrånvaro för av dubbelarbete hårt belastade kvinnor gick samman med bättre upplevd hälsa. Edgren ansåg att om ekonomiska förutsättningar för mer långsiktig forskning hade funnits, hade de två kanske kunnat visa att långtidssjukfrånvaro, utbrändhet och utmattningsdepression kunnat undvikas i hög grad.
Edgren har i eget namn och tillsammans med andra publicerat ett hundratal vetenskapliga dokument. 
Bengt Edgren är begravd på Bromma kyrkogård.

## Filmografi
- 1932 – Svarta rosor
- 1934 – Karl Fredrik regerar
- 1935 – Valborgsmässoafton
- 1943 – Katrina

## Publikationer
- Ander, Suzanne & Edgren, Bengt: Sjukfrånvarons samband med faktorer i och utanför arbetet och indikatorer på hälsa. En teoretisk modell baserad på resultaten. Karolinska Institutet, Stockholm 1980
- Ander, Suzanne & Edgren, Bengt: Sjukfrånvaro som coping-beteende och en empirisk prövning. Psykotekniska institutet, Stockholms universitet, nr 112, 1980
- Ander, Suzanne & Edgren, Bengt: Sjukfrånvaro - en jämförelse mellan yrkesgrupper ur ett belastnings- och coping-perspektiv. Rapport från Enheten för arbetsvetenskap, Kungliga Tekniska Högskolan, Stockholm, 1982
- Ander-Peciva, S., Claesson, Å., Edgren, B., Gårder, P. & Lindh, C: A Pilot Study on Driver Stimulation Level in Short Term Road Driving with Different Instructions. Rapport från Institutionen för arbetsvetenskap, Stressforskningsgruppen, Kungliga Tekniska Högskolan, Stockholm, 1990
- Edgren,Bengt: Samarbetsmodellen - en strategi vid tillämpad arbetslivsforskning. Rapporter från Laboratoriet för klinisk stressforskning, Karolinska Institutet, Stockholm, 1977
- Edgren,Bengt: Datorstöd i den framtida industriproduktionen - modeller för samarbete mellan tekniker och beteendevetare. Forskningsläge och forskningsbehov. MDA-rapport 1987:8, Arbetsmiljöfonden, Styrelsen för teknisk utveckling, Allmänna Förlaget, Stockholm, 1987
- Edgren, Bengt: Själen behöver också variation. Kalla fakta-serien, Arbetsmiljöinstitutet, Stockholm, 1990
- Edgren, Bengt: Competence, learning and roles in the workshop. In: Bullinger (Ed.), Human aspects in computing. Advances in human factors/Ergonomics, 18A, Elsevier, Amsterdam, 1991
- Edgren, Bengt: Arbetspsykologi. I Karlebo Handbok, kap 19, utgåva 14, Stockholm, 1992
- Edgren, Bengt: Utveckling av arbetet på verkstadsgolvet. MDA-rapport 1992:10, ISSN 0283-8303, Arbetsmiljöfonden och NUTEK, Stockholm, 1992
- Edgren, Bengt: Världens absolut bästa morfar och farfar.